# ミシェル・ベネデット
ミシェル・ベネデット（Michel Benedetto）は、フランスのヴァイオリン奏者。
マルセイユの出身。ジノ・フランチェスカッティの母エルネスタにヴァイオリンの手ほどきを受け、14歳でパリ音楽院に入学し、16歳でヴァイオリンと室内楽でプルミエ・プリを得て卒業。1967年から1975年までパリ管弦楽団のヴァイオリン奏者を務めた。

## ディスコグラフィ
- Saint-Saëns, Camille (1978). Sonate for violin og klaver nr. 1, d-mol, opus 75 ;Sonate for violin og klaver nr. 2, Es-dur opus 102. Calliope. OCLC 913168797
- Lazzari, Silvio; Franck, Cesar (2000s). Sonatas for violin and piano. Calliope. OCLC 945200681